# Автошлях B50 (Німеччина)
Федеральна траса 50 (Б 50 нім. Bundesstraße 50) раніше приблизно 130 км протяжністю німецької федеральної траси в землі Рейнланд-Пфальц. Він веде від німецько-люксембурзького кордону у Віандені через перехід через Високий Мозель і через Хунсрюк до А 61.

## Маршрут
Перша ділянка починається на німецько-люксембурзькому кордоні та бере на себе рух від Віандена через Айфель повз Бітбург і Віттліх. Це маршрут, який проходить майже точно в напрямку захід-схід, веде до мосту Високий Мозель, де Мозель перетинає і досягає Хунсрюк. Між Ландшайдським перехрестям А 60 і Віттліх є колишньою секцією B 50 до державної дороги або Окружну дорогу було занижено, оскільки дорога А 60 проходить паралельно.
Маршрут між AS Wittlich-Mitte і A 1 і AS Райнбеллен з А 61 є частиною Європейського маршруту 42.